# امیل کرپلین
امیل کرپلین (به آلمانی: Emil Kraepelin) (۱۵ فوریه ۱۸۵۶ – ۷ اکتبر ۱۹۲۶) روانپزشک آلمانی بود. دانشنامهٔ روانشناسی ایزنک او را بنیان‌گذار روانپزشکی مدرن و علمی و همچنین روان‌داروشناسی و ژنتیک روانپزشکی خوانده‌است. کرپلین باور داشت که منشأ اصلی بیماریهای روانی اختلالات زیست‌شناختی و وراثتی است. نظریات مبتنی بر روان‌پزشکی که منسوب به او بودند، در آغاز قرن بیستم غالباً پذیرفته شده بودند، ولی با این وجود نظریات وی، پس از نظریات روان‌پویشی زیگموند فروید و شاگردانش، در اواخر سدهٔ بیستم به صورت جدی‌تر احیاء شدند.

## خانواده و سالهای کودکی
کرپلین فرزند یک کارمند دولت بود که در سال ۱۸۵۶ در نوی‌اشترلیتز آلمان زاده شد. برادرش، کارل، برای نخستین بار او را با زیست‌شناسی آشنا کرد. کارل ده سال از او بزرگتر بود و بعدها مدیر موزه جانورشناسی هامبورگ شد.

## زندگی حرفه‌ای
کرپلین در ۱۸ سالگی در لایپزیگ و ورتزبورگ آلمان، تحصیل در رشتهٔ پزشکی را آغاز کرد. در لایپزیگ زیر نظر پل فلشسیگ آسیب‌شناسی عصبی و با ویلهلم وونت روانشناسی تجربی خواند. کرپلین بعدها شاگرد وونت شد و بر اساس نظریات وی در تمام عمرش علاقهٔ ویژه‌ای به روانشناسی تجربی پیدا کرد. در لایپزیگ کرپلین مقاله‌ای نوشت که برندهٔ جایزه شد. عنوان مقاله «تاثیر علّی بیماری حاد بر بروز اختلالات روانی» بود. در سال ۱۸۷۸، کرپلین مدرک پزشکی را دریافت کرد. در سال ۱۸۷۹ در دانشگاه مونیخ نزد برنارد فن گادن آغاز به کار کرد. در همان‌جا پایان‌نامهٔ خود را با عنوان «جایگاه روانشناسی در روانپزشکی» تکمیل کرد. در سال ۱۸۸۲ به دانشگاه لایپزیگ بازگشت و در درمانگاه نورولوژی ویلهلم هاینریش ارب و آزمایشگاه روان‌داروشناسی وونت مشغول به کار شد.
اصلیترین اثر کرپلین، «مجموعه روانپزشکی»، نخستین بار در سال ۱۸۸۳ منتشر شد. در این اثر، استدلال او این بود که روانپزشکی، شاخه‌ای از علوم پزشکی است که هم‌چون سایر علوم طبیعی برای پژوهش در آن باید از مشاهده و تجربه استفاده کرد. او از همه دعوت می‌کرد تا دربارهٔ علل جسمی بیماریهای روانی تحقیق کنند و پایه‌های سیستم طبقه‌بندی مدرن بیماریهای روانی را بنا نهاد. کرپلین معتقد بود که با مطالعهٔ موردی بیماریها و مشخص کردن اختلالات خاص، می‌توان پیشرفت بیماریهای روانی را پیش‌بینی کرد. البته باید تفاوتهای فردی از نظر شخصیت و سن بیمار در آغاز بیماری را در نظر گرفت.
در سال ۱۸۸۴، کرپلین پزشک ارشد شهرستان لوبیاش در پروس شد و یک سال بعد به مدیریت مؤسسه درمان و پرستاری درسدن برگزیده شد. در سال ۱۸۸۶ و در سی سالگی، کرپلین به عنوان پروفسور روانپزشکی در دانشگاه دورپات (دانشگاه تارتو کنونی) در کشور استونی امروزی انتخاب شد. چهار سال بعد رئیس دپارتمان روانپزشکی دانشگاه هایدلبرگ شد و تا سال ۱۹۰۳ در آنجا ماند. در دورپات، او مدیر درمانگاه هشتاد تختخوابی دانشگاه نیز شد. در همان‌جا بود که به مطالعه و ثبت جزئیات تاریخچه بالینی بسیاری از بیماران پرداخت و به اهمیت روند بیماری در طبقه‌بندی اختلالات روانی پی برد.
در سال ۱۹۰۳، کرپلین به مونیخ نقل مکان کرد و پروفسور روانپزشکی بالینی در دانشگاه مونیخ شد. در سال ۱۹۰۸، او به عنوان یکی از اعضای آکادمی سلطنتی علوم سوئد برگزیده شد.
در سال ۱۹۱۲ و به درخواست انجمن روانپزشکی آلمان برنامه‌ریزی برای پایه‌گذاری یک مرکز پژوهشی را آغاز کرد. پس از یک دهش سخاوتمندانه از سوی بانکدار آلمانی-آمریکایی یهودی، جیمز لوئب که یکی از بیماران پیشین کرپلین بود و قولهایی از سوی حامیان علم، مؤسسهٔ آلمانی پژوهشهای روانپزشکی در سال ۱۹۱۷ در مونیخ آغاز به کار کرد. این مرکز ابتدا در ساختمانهای بیمارستان واقع بود و هزینهٔ نگهداری آن توسط دهشهای بیشتر از سوی لوئب و خانواده‌اش پرداخت می‌شد. در سال ۱۹۲۴، تحت نظارت انجمن قیصر ویلهلم برای پیشرفت علم درآمد. سپس بنیاد راکفلر متعلق به خانوادهٔ آلمانی آمریکایی راکفلر با دهشی چشمگیر امکان بنای ساختمانی مختص مؤسسه را فراهم آورد که تحت نظر کرپلین بود و در سال ۱۹۲۸ رسماً آغاز به کار کرد.
کرپلین علناً علیه درمانهای وحشیانه‌ای که در آسایشگاه‌های روانپزشکی آن دوران صورت می‌گرفت، سخن می‌گفت و معتقد به مبارزه با استفاده از الکل، مجازات مرگ و زندانی شدن به جای درمان مجنونین بود. او نظریه‌های روانکاوی که جنسیت ذاتی یا اولیه را دلیل بیماری روانی می‌دانستند، رد می‌کرد و همچنین گمانه‌زنیهای فلسفی را نیز غیرعلمی می‌دانست. تمرکز او بر جمع‌آوری داده‌ها بود و علاقهٔ ویژه‌ای به آسیب‌شناسی عصبی و بافتهای بیمار داشت.
کرپلین در ۶۶ سالگی از تدریس بازنشسته شد و بقیهٔ سالهای عمر خود را به پایه‌گذاری مؤسسه پرداخت. آخرین ویراست کتاب روانپزشکی او در سال ۱۹۲۷ و اندکی پس از مرگش منتشر شد. این ویراست چهار جلد بود و ده برابر اولین ویراست (سال ۱۸۸۳) بود.

## نظریات و طرحهای طبقه‌بندی
کرپلین اعلام کرد که روش جدیدی برای مطالعهٔ بیماریهای روانی پایه گذاشته‌است. او نگاه سنتی را دیدگاهی نشانه‌گرا خوانده، نگاه خود را دیدگاهی بالینی می‌دانست. در نهایت، این درک جدید او از صدها بیماری روانی که تا قرن نوزدهم دسته‌بندی شده بود، به طبقه‌بندی جدیدی انجامید که بر اساس سندرمها بود. در حالی که نظام قدیمی بر اساس شباهت سادهٔ نشانه‌های بیماریها بود. در واقع، کرپلین به دلیل ناکارآمدی این روشها بود که نظام طبقه‌بندی جدید خود را پایه گذاشت.

## جنون و اختلالات خلقی
اعتبار کرپلین به ویژه به دلیل طبقه‌بندی جداگانهٔ آن چیزی است که پیش از او یک مفهوم واحد روان‌پریشی خوانده می‌شد که وی به دو دسته تقسیم کرد که بعدها به دوگانه کرپلینی مشهور شد.
- شیدایی-افسردگی (که اکنون به عنوان بخشی از بازهٔ اختلالات خلقی مانند اختلال افسردگی اساسی مکرر و اختلال دوقطبی در نظر گرفته می‌شود)
- جنون زودرس

کرپلین بر اساس پژوهشهای درازمدت خود و با استفاده از معیارهای نتیجه و پیش‌آگهی بیماریها، مفهوم جنون زودرس را مطرح کرد. تعریف او از این مفهوم، «پیدایش تحت‌حاد یک موقعیت ویژه و ساده از ضعف روانی است که در جوانی رخ می‌دهد.» نخستین بار، در سال ۱۸۹۳ هنگامی که این مفهوم را به عنوان نوعی طبقه‌بندی در ویراست چهارم کتاب روانپزشکی خود مطرح کرد، آن را در کنار کاتاتونی و دمانس پارانوئید، به عنوان جزئی از اختلالات تخریبی آورد. در آن زمان، این مفهوم تقریباً معادل هبفرنی بود که اوالد هکر مطرح کرده بود. در ویراست ششم کتاب روانپزشکی در سال ۱۸۹۹ هر سه این بیماریها به عنوان سه نوع از یک بیماری واحد یعنی جنون زودرس خوانده شدند.
یکی از اصول اساسی روش او این بود که هر نشانه‌ای ممکن است در هر یک ار این اختلالات ظاهر شود. برای مثال، تقریباً هیچ نشانهٔ منفردی از جنون زودرس نیست که در برخی موارد در افسردگی-شیدایی یافته شود. آنچه که بر اساس نشانه‌های بالینی این دو بیماری را از یکدیگر افتراق می‌دهد، به جای علت بیماری، هیچ نشانهٔ خاصی نیست؛ بلکه الگویی خاص از نشانه‌هاست. در نبود آزمایش فیزیولوژیک یا ژنتیک یا نشانه‌ای برای هر بیماری، تنها می‌توان آنها را بر اساس الگوی ویژهٔ نشانه‌ها از یکدیگر تمیز داد؛ بنابراین، سیستم کرپلین روشی برای شناخت الگوهاست و نه دسته‌بندی نشانه‌های مشترک.
کرپلین همچنین وجود الگوهای مشخصی در وراثت، سیر و فرجام این بیماریها را اثبات کرد. عموماً، شیوع روان‌گسیختگی (اسکیزوفرنی) در میان بستگان بیماران روان‌گسیخته بیشتر از جمعیت عادی است، در حالی که افسردگی-شیدایی در میان بستگان بیماران مبتلا به این اختلال شایعتر است. البته، مسلماً این به معنای وجود پیوستگی ژنتیکی نیست، زیرا عوامل اجتماعی و محیطی نیز ممکن است نقش داشته باشند.
او همچنین گزارشی از الگوی سیر و فرجام این بیماریها تهیه کرد. کرپلین باور داشت که روان‌گسیختگی سیری تخریبی دارد که در آن کارکردهای روانی زوال می‌یابند، در حالی که بیماران افسردگی-شیدایی سیری مقطعی داشته و بیماران در مقاطعی هیچ نشانه‌ای از بیماری ندارند. این مقاطع، از دورانهای بیماری حاد مشخصا قابل تمیز بودند. این باعث شد که او آنچه را که ما اکنون اسکیزوفرنی می‌نامیم، زوال عقل زودرس (یا جنون زودرس) بخواند که بخش زوال عقل به دلیل زوال روانی بازگشت ناپذیر است. بعدها مشخص شد که جنون زودرس لزوماً به زوال روانی منجر نمی‌شود و بنابراین اویگن بلویلر نام آن به اسکیزوفرنی تغییر داد تا این اشتباه نامگذاری را تصحیح کند.
به علاوه، چنان‌که کرپلین خود در ۱۹۲۰ اذعان داشت، «با گذشت زمان مشخص شده‌است که نمی‌توان این دو بیماری را به راحتی از یکدیگر تمیز داد.» البته، همچنان معتقد بود که «از یک سو، بیمارانی را می‌بینیم که زوال عقل غیرقابل بازگشت و ضایعات شدید کورتکس مغز دارند. از سوی دیگر، بیمارانی هستند که شخصیتشان دست‌نخورده باقی می‌ماند. با این حال، برهم‌پوشانی میان این دو تشخیص و اختلالات نورولوژیک باقی مانده‌اند و در واقع یک دستهٔ تشخیصی جدید به نام اختلال اسکیزوافکتیو برای پوشش موارد میانی مطرح شده‌است.»

## شخصیتهای سایکوپات
در ویراست اول تا ششم کتاب روانپزشکی تاثیرگذارش، کرپلین در بخشی به دیوانگی اخلاقی پرداخته بود که به معنای اختلال عواطف یا مفاهیم اخلاقی بدون وجود هذیان یا توهمات است که کرپلین تحت عنوان «عدم وجود یا ضعف احساساتی است که در برابر ارضای محض حس خودخواهی می‌ایستند،» که از نظر او عمدتاً منتسب به زوال بود. سزار لومبروسو مجدداً این مفهوم را تعریف کرده‌است و در تئوریهای «جانی بالفطره» اش به مفهوم «نقص اخلاقی» اشاره کرده‌است. البته کرپلین تأکید داشت که هنوز نمی‌توان این اختلالات را با ویژگیهای فیزیکی بازشناخت.
در واقع، از سال ۱۹۰۴ کرپلین عنوان این فصل را به «جانی بالفطره» تغییر داد و آن را از «ضعف ذهنی مادرزادی» به فصل جدیدی دربارهٔ «شخصیتهای سایکوپات» منتقل کرد و آنها را تحت نظریهٔ زوال تعریف می‌کرد. او چهار نوع را تعریف کرد: جانیان بالفطره، دروغگویان مرضی، افراد وراج و تریبمنشن (به آلمانی: Triebmenschen) (افراد تحت جبر اساسی شامل ولگردان، افراد ولخرج و الکلیها). مفهوم «پستیهای سایکوپاتیک» در آن زمان تازه توسط ژولیوس لودویگ آگوست کخ در آلمان باب شده بود که انواع مادرزادی و اکتسابی را پیشنهاد کرده بود. کرپلین شاهد یا توضیحی برای علت مادرزادی نداشت و فرضیهٔ او به نظر صرفاً ناشی از گرایش زیست‌شناختی او بود. افراد دیگر مانند گوستاو آشافنبورگ در مورد ترکیبی از دلایل متعدد بحث می‌کردند. فرضیهٔ کرپلین در مورد نقص اخلاقی به جای انگیزهٔ مثبت برای جرم نیز زیر سؤال رفته‌است زیرا به آن معنی است که مفهوم اخلاق نیز به نوعی ذاتی و غیرمتغیر است، حال آن که با زمان و مکان تغییر می‌کرد و کرپلین هرگز باور نداشت که مفهوم اخلاقی ممکن است متفاوت باشد. کورت اشنایدر منتقد این تقسیم‌بندی کرپلین بود، زیرا به نظر می‌رسید اینها سیاهه‌ای از رفتارهایی است که او ناپسند می‌دانست تا مشکلات پزشکی. البته، پیشنهاد جایگزین اشنایدر نیز بر همین اساس زیر سؤال رفته‌است. با این همه، بسیاری از اصول اساسی این نظامهای طبقه‌بندی در دسته‌بندیهای بعدی وارد شدند و شباهتهای قابل‌توجهی با راهنمای تشخیصی و آماری اختلال‌های روانی انجمن روانپزشکان آمریکا (DSM-IV) و طبقه‌بندی بین‌المللی آماری بیماریها (ICD-10) دارند. این مسائل امروزه تحت دستهٔ اختلالات شخصیتی و به طور خاص آنچه کرپلین بر آن متمرکز بود، شخصیت ضداجتماعی یا سایکوپاتی طبقه‌بندی می‌شوند.
کرپلین در ویراست سال ۱۸۹۶ کتابش به وضعیتهای سایکوپاتیک اشاره کرده بود که شامل جنون جبری، جنون تکانه‌ای، همجنس‌گرایی، و اختلالات خلقی بود.

## بیماری آلزایمر
کرپلین باور داشت که هر اختلال روانی مهم ناشی از یک اختلال ویژهٔ مغزی یا زیست‌شناختی است. به عنوان همکار آلویس آلزایمر، در کشف بیماری آلزایمر نیز با او همکاری کرد و در واقع ریشهٔ آسیب‌شناختی بیماری آلزایمر در آزمایشگاه او کشف شد. کرپلین اطمینان داشت که روزی شناخت ریشهٔ آسیب‌شناختی هر یک از اختلالات روانی ممکن خواهد شد.

## زوال نژادی
کرپلین پس از این که در سال ۱۹۰۳ پروفسور روانپزشکی بالینی دانشگاه مونیخ شد، شروع به نوشتن دربارهٔ سیاستگزاریهای اجتماعی نمود. او یکی از پیشنهاددهندگان اصلی و مؤثر در حرکت اصلاح نژاد و پاکسازی نژادی بود. نوشته‌های او بر الکلیسم، جرم، زوال و هیستری متمرکز بودند. او می‌خواست مردم آلمان را به عنوان یک ملت یا نژاد در کنار یکدیگر نگاه دارد. ظاهراً کرپلین به نظریات تکاملی لامارک هم‌چون وراثت زوال فرهنگی معتقد بود. او متحد و حامی همکار روانپزشکش ارنست رودین در مطالعاتی بود که جهت روشن شدن سازوکارهای وراثت ژنتیکی آنچه او «پیش‌آگهی ژنتیکی تجربی» می‌خواند انجام شد.
مارتین برون باور داشت که ظاهراً کرپلین و رودین از طرفداران پروپا قرص نظریه خوداهلی کردن بودند که خوانش دیگری از داروینیسم اجتماعی است. بر اساس این نظریه، فرهنگ مدرن اجازه نمی‌دهد جامعه هرزه‌زدایی شده و در نتیجه باعث افزایش بیماریهای روانی و زوال ذخیره ژنتیکی می‌شود. کرپلین برخی «نشانه‌های» این مسئله را در «تضعیف بقا و مقاومت، کاهش باروری، افزایش جمعیت کارگری و زیانهای اخلاقی ناشی از محدود شدن می‌دانست.» او در یکی از نوشته‌هایش آورده‌است که «تعداد ابلهان، صرعیها، سایکوپاتها، جانیان، روسپیها و ولگردانی که از نسل پدران و مادران الکلی و سیفیلیسی هستند، در شمار نمی‌گنجد.» او بر این باور یود که «مثال شناخته‌شدهٔ یهودیان با تمایل بالایشان برای بیماریهای عصبی و روانی به ما می‌آموزد که اهلی شدن پیشرفته و عالی آنها ممکن است در نهایت اثرات مشخصی بر نژاد انسانی بگذارد.»

## تأثیرات
سهم بزرگ کرپلین در دسته‌بندی اسکیزوفرنی و بیماری افسردگی-شیدایی نسبتاً برای عوام ناشناخته باقی‌مانده‌است و آثار او که فاقد ارزش ادبی یا قدرت آثار فروید بودند، خارج از حلقه‌های علمی شناخته شده نیست. نقش کرپلین در طول بیشتر سدهٔ بیستم در برایر موفقیت نظریات فروید در حاشیه مانده بود. با این حال، دیدگاه‌های او اکنون در پژوهشهای روانپزشکی و روانپزشکی آکادمیک چیره شده‌اند. امروزه متون منتشره در زمینهٔ روانپزشکی عمدتاً سویه‌ای زیست‌شناختی دارند. نظریات اساسی او دربارهٔ علت‌شناسی و تشخیص بیماریهای روانی پایهٔ همهٔ نظامهای تشخیصی کنونی به ویژه راهنمای تشخیصی و آماری اختلال‌های روانی انجمن روانپزشکان آمریکا و طبقه‌بندی بین‌المللی آماری بیماری‌های سازمان بهداشت جهانی است. به این ترتیب، کرپلین نه تنها اهمیتی تاریخی داشته، بلکه پژوهشهای روانپزشکی معاصر نیز وامدار اوست.
کرپلین را عمدتاً «مدیری علمی» و عملگری سیاسی خوانده‌اند که برنامهٔ پژوهشی همه‌گیرشناسی بزرگی را با رویکردی بالینی طراحی کرد. او اطلاعات بالینی را از منابع و شبکه‌های وسیعی جمع‌آوری کرد. البته با وجود این که مدعی بود استانداردهای بالینی بالایی برای جمع‌آوری داده‌های بالینی برای خود تعیین کرده‌است و برای رسیدن به این هدف هر مورد را از طریق بررسی تخصصی مطالعه نموده، از مشاهدات گزارش شده توسط افراد غیر روانپزشک نیز نتیجه‌گیری کرده‌است. او را به عنوان یک بورژوا یا شهروندی مرتجع توصیف کرده‌اند.

## خوابها
در هایدلبرگ و سالهای نخست زندگی در مونیخ، کرپلین ویراستار مجلهٔ آثار روانشناسی (به آلمانی: Psychologisch Arbeiten) دربارهٔ روانشناسی تجربی بود. یکی از مقالات مشهور او در این مجله تحت عنوان «دربارهٔ اختلالات زبان در رویاها» (به آلمانی: Über Sprachstörungen im Traume) ست. بر اساس باور به شباهت خواب با روان‌پریشی، بیش از بیست سال به مطالعهٔ اختلالات زبان در خواب پرداخت تا از این طریق به طور غیرمستقیم درهم‌گویی را مطالعه کند. بیشتر خوابهایی که کرپلین جمع‌آوری کرده‌است، خوابهای خود اوست و فاقد توضیحات زیاد است.